# Zei americani (serial)
Zei americani (engleză: American Gods) este un serial TV american din 2017 bazat pe romanul eponim al lui Neil Gaiman publicat prima oară în 2001. Serialul este dezvoltat de Bryan Fuller și Michael Green pentru rețeaua prin cablu Starz.  Gaiman este producător executiv al serialului alături de Fuller, Green, Craig Cegielski, Stefanie Berk și  Thom Beers.
Serialul prezintă evenimente din viața lui Shadow Moon, un afroamerican misterios și taciturn care se întâlnește cu Dl. Miercuri la scurt timp după ce iese din pușcărie și ajunge să fie implicat într-un conflict între Vechii Zei și Noii Zei. Ca și romanul, serialul este un amestec de artefacte americane, fantasy și alte elemente de mitologie antică și modernă.
Primul sezon a avut premiera la 30 aprilie 2017 în rețeaua Starz și a fost transmis online prin streaming din aprilie până în iunie 2017. În mai 2017 s-a anunțat că serialul va avea un al doilea sezon.

## Personaje

### Principale
- Ricky Whittle ca Shadow Moon, un fost condamnat care devine bodyguardul domnului Miercuri
- Emily Browning ca Laura Moon, soția moartă a lui Shadow Moon. Browning interpretează și un rol secundar, Essie MacGowan, o femeie irlandeză care crede în spiriduși[2]
- Crispin Glover ca Dl. Lume, Noul Zeu al globalizării și conducătorul Noilor Zei
- Bruce Langley ca Băiatul Tehnologie, Noul Zeu al tehnologiei
- Yetide Badaki ca Bilquis, Regina din Saba, Veche Zeiță a iubirii
- Pablo Schreiber ca Mad Sweeney, un leprechaun angajat al  domnului Miercuri
- Ian McShane ca domnului Miercuri, acesta este de fapt Vechiul Zeu Odin

### Secundare
- Gillian Anderson - the new Goddess Media, the public face and "mouthpiece" of the New Gods.[3] She appears in the form of famous personalities, including Lucy Ricardo, Marilyn Monroe, David Bowie and Judy Garland.[4][5]
- Jonathan Tucker - Low Key Lyesmith, a friend of Shadow from prison.[6]
- Cloris Leachman - Zorya Vechernyaya, "the Evening Star", the eldest of three sisters who watch the stars to guard against forgotten horrors.[7]
- Martha Kelly - Zorya Utrennyaya, "the Morning Star", the middle silent sister of the Zorya.[8]
- Erika Kaar - Zorya Polunochnaya, "the Midnight Star", the youngest of the Zorya sisters who sleeps during the day and only appears late at night. She guides Shadow and sets him on his path.[8]
- Peter Stormare - Czernobog, Old Slavic god of darkness, death and evil who suspects Mr. Wednesday's motives and is reluctant to lend his aid.[7]
- Chris Obi - Mr. Jacquel, the Old Egyptian God of the dead, Anubis.[7]
- Mousa Kraish - the Jinn, a mythical being of fire who, fearing for his safety, considers fleeing the United States.[7]
- Omid Abtahi - Salim, a foreigner who is "one half of a pair of star-crossed lovers".[9]
- Orlando Jones - Mr. Nancy, the Old Ghanaian trickster god Anansi. He works - a tailor.[10]
- Demore Barnes - Mr. Ibis, the keeper of stories past and present, the Old Egyptian God Thoth.[10]
- Dane Cook - Robbie, Shadow's best friend.[11]
- Kristin Chenoweth - Easter, Old Germanic Goddess of the dawn.[12]
- Corbin Bernsen - Vulcan, a new character created by Green and Fuller, though inspired by an initial concept of Gaiman's, specifically for the series and described - having "bound himself to guns".[13]
- Jeremy Davies - Jesus Prime, one of many versions to appear at the home of Easter.[14]
- Conphidance - Okoye, scarred slave who leads a revolution.[15]
- Beth Grant - Jack, the owner of the bar where Shadow meets Mr. Wednesday.[16]

## Episoade
| Nr. | Titlu                      | Regizat de        | Teleplay by                                        | Data difuzării  | U.S. telespectatori (milioane) |
| --- | -------------------------- | ----------------- | -------------------------------------------------- | --------------- | ------------------------------ |
| 1   | „The Bone Orchard”         | David Slade       | Bryan Fuller & Michael Green                       | 30 aprilie 2017 | 0.975                          |
| 2   | „The Secret of Spoons”     | David Slade       | Michael Green & Bryan Fuller                       | 7 mai 2017      | 0.710                          |
| 3   | „Head Full of Snow”        | David Slade       | Bryan Fuller & Michael Green                       | 14 mai 2017     | 0.716                          |
| 4   | „Git Gone”                 | Craig Zobel       | Michael Green & Bryan Fuller                       | 21 mai 2017     | 0.631                          |
| 5   | „Lemon Scented You”        | Vincenzo Natali   | David Graziano                                     | 28 mai 2017     | 0.666                          |
| 6   | „A Murder of Gods”         | Adam Kane         | Seamus Kevin Fahey și Michael Green & Bryan Fuller | 4 iunie 2017    | 0.607                          |
| 7   | „A Prayer for Mad Sweeney” | Adam Kane         | Maria Melnik                                       | 11 iunie 2017   | 0.629                          |
| 8   | „Come to Jesus”            | Floria Sigismondi | Bekah Brunstetter și Michael Green & Bryan Fuller  | 18 iunie 2017   | 0.774                          |